# Tosinghi

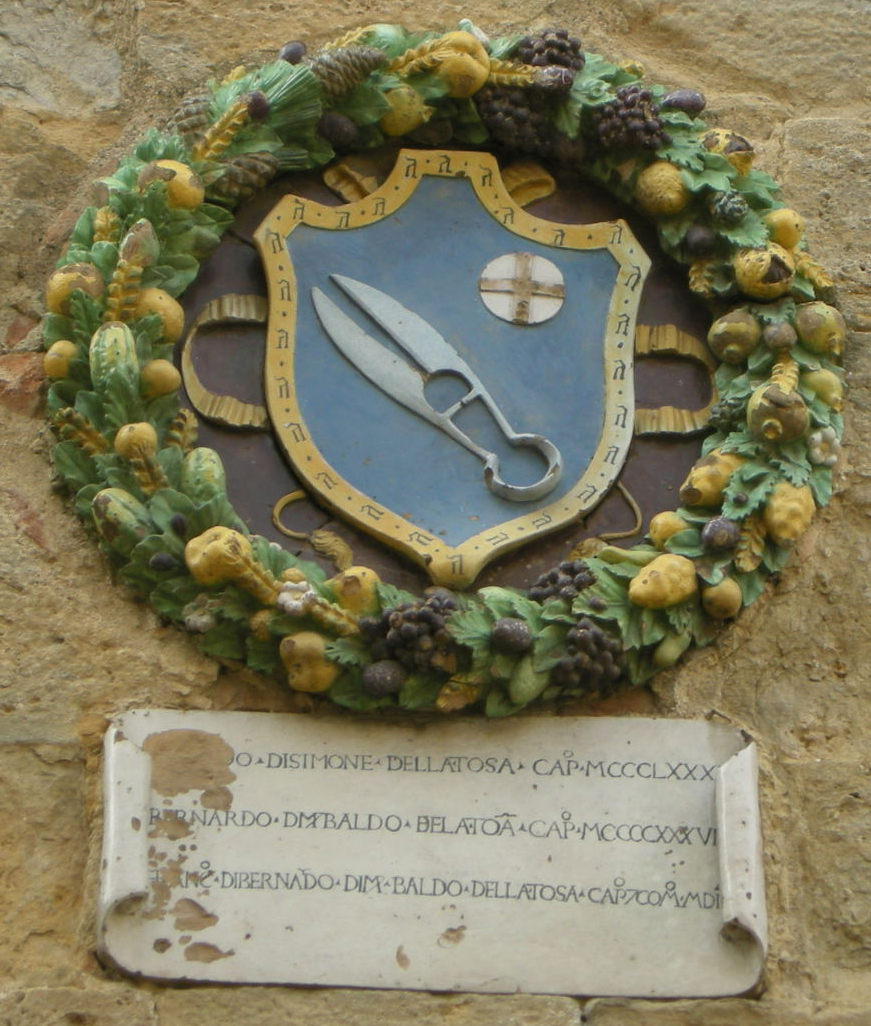
Stemma dei Della Tosa (dal palazzo dei Priori di Volterra). Si tratta di uno stemma "parlante", che riecheggia il nome familiare, infatti mostra un paio di cesoie da tosa della lana.

I Tosinghi o Della Tosa furono una delle più importanti famiglie fiorentine a cavallo tra XIII e XIV secolo, quando trionfarono nelle contese tra guelfi bianchi e neri.

## Storia familiare
Pare che il nome della famiglia si fosse originato da Monna Tosa de' Visdomini, una donna di tale virtù da dare il nome ai suoi discendenti. Nel Canto quindicesimo del Paradiso Dante invece additò Cianghella de' Tosinghi come sempio di decadimento morale, per la sua scandalosa vedovanza. Tra XII e XIII secolo la famiglia ebbe uno dei palazzi più belli della città, nella corte che poi divenne la piazza della Fonte nel Ghetto: tale straordinario edificio era tuttavia già andato distrutto nel 1248. Ne resta comunque memoria nella dedica di via dei Tosinghi, in centro a Firenze.
La famiglia di parte guelfa era alleata dei Donati e riuscì a scacciare prima la parte ghibellina e poi i guelfi bianchi, negli eventi altalenanti tra il 1260 e il 1302 che fanno da sfondo storico alla Divina Commedia di Dante. Nel 1301 per esempio era diventato vescovo di Firenze Lottieri Della Tosa. A loro si unirono in consorteria i Medici del ramo di Bonagiunta, attraverso il matrimonio di Ugo di Bonagiunta de' Medici con Dialta di Scolaio Della Tosa; grazie a questa unione i discendenti di Bonagiunta e Ugo divennero una della più potenti famiglie di parte nera nella Firenze del XIII secolo, raggiungendo più volte le più alte cariche pubbliche della Repubblica (Gonfalonierato di Giustizia una volta e Priorato delle Arti sette volte). Finiti gli scontri coi bianchi la città sembrava a quel, punto pacificata, ma iniziarono a sorgere i contrasti tra i due capifazione, Rosso Della Tosa e Corso Donati. Il secondo in particolare si sentiva estromesso dal governo della città e si alleò coi Cavalcanti.
A causa di questa alleanza i Cavalcanti si ritrovarono le proprie case incendiate, provocando danni anche a molte abitazioni vicine. Nel 1310 Corso era ormai estromesso dal governo cittadino tanto che arrivò a cercare alleati tra i fuorusciti ghibellini, al che venne deciso di assassinarlo, come di fatto avvenne, e le sue case vennero saccheggiate e date alle fiamme (ne parla anche Dante nel Purgatorio, Canto XXIV, v. 79-87).
A quel punto i Tosinghi divennero i padroni assoluti della città e i conflitti si andarono stemperando, finché nuove famiglie non acquistarono importanza.
A partire dal 1349 i Della Tosa vennero coinvolti nei cosiddetti "processi di popolarità", che comportavano l'esclusione dalle liste magnatizie dei membri della famiglia su richiesta degli stessi e la concessione dello status di popolano, alla quale seguiva il cambiamento del nome e dello stemma dei richiedenti. Tale meccanismo era stato introdotto con gli Ordinamenti di giustizia e aveva lo scopo di indebolire politicamente il ceto magnatizio e le sue consorterie, cooptando all'interno della cittadinanza fiorentina esponenti di tale ceto che avessero manifestato fedeltà alle istituzioni comunali. Diversi esponenti dei Della Tosa assunsero il cognome Sassi, dando vita al ramo dei Sassi della Tosa. Altri esponenti dei Della Tosa seguirono il medesimo procedimento tra il 1365 e il 1370 assumendo il nuovo cognome di Biligiardi.
I Tosinghi avevano le proprie case nel cuore del ghetto del Mercato Vecchio, in piazza della Fonte, e vennero distrutte durante il Risanamento a partire dal 1888. A essi venne comunque intitolata via de' Tosinghi dal 1893.

## Esponenti significativi
- Cianghella Della Tosa
- Rosso Della Tosa
- Pino della Tosa
- Baschiera Della Tosa
- Lottieri Della Tosa
- Meliorello Della Tosa
- Simon Baldi Della Tosa
- Simone di Rosso Della Tosa
- Rossellino Della Tosa
- Odaldo Della Tosa
- Catalano Della Tosa
- Baldo Della Tosa
- Giovanni Della Tosa
- Davizzo Della Tosa
- Ciampi Della Tosa